# Sibuyan
Sibuyan è un'isola dell'arcipelago delle Filippine. L'isola fa parte della provincia di Romblon ed è suddivisa in tre municipalità: Cajidiocan, Magdiwang e San Fernando.

## Territorio

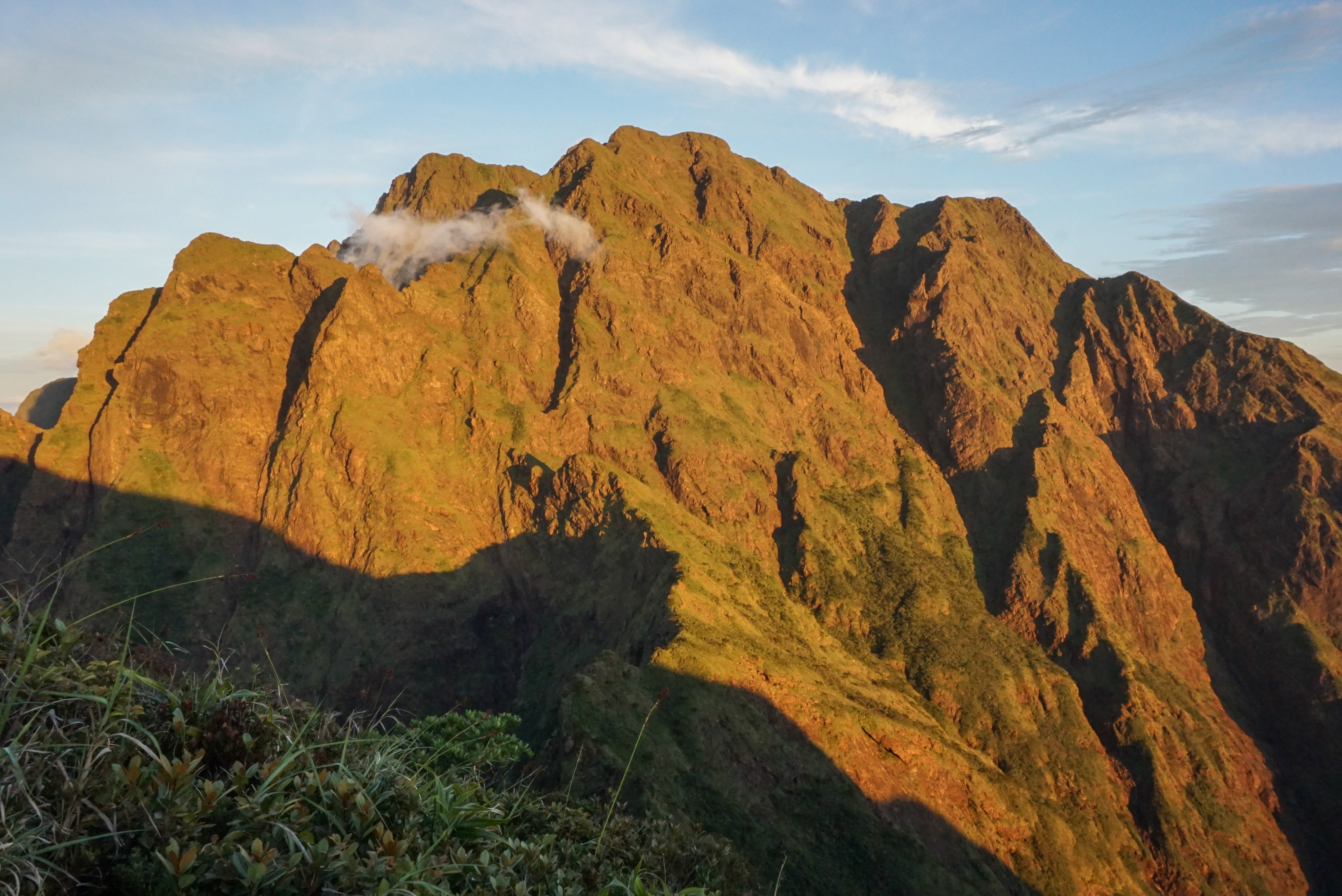
La vetta del Monte Guiting-Guiting

L'isola ospita uno degli ecosistemi più incontaminati delle Filippine, che i naturalisti definiscono come le "Galápagos dell'Asia", a causa dell'isolamento geografico di questo territorio, che nella sua storia geologica, sin dal Pleistocene medio, è sempre rimasto separato dalle altre isole dell'arcipelago filippino.
Il paesaggio à dominato dal Monte Guiting-Guiting, un rilievo di origine vulcanica in gran parte ricoperto da una fitta foresta tropicale vergine.
Buona parte del territorio dell'isola ricade all'interno del Parco naturale del monte Guiting-Guiting, istituito nel 1996.

## Flora

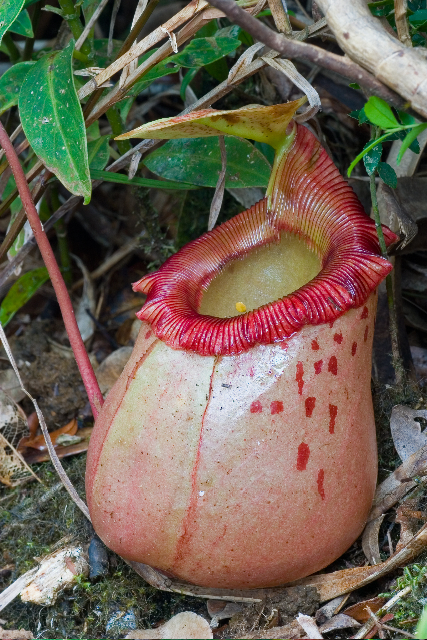
Nepenthes sibuyanensis

Oltre un terzo del territorio dell'isola è ricoperto da foreste. Dalla costa sino alla sommità del Monte Guiting-Guiting si succedono mangrovie, foresta di bassa quota, foresta montana, foresta nebulosa, lande arbustive e praterie.
È stata stimata la presenza sull'isola di circa 700 piante vascolari, con 54 specie endemiche.  Tra queste vi sono la felce arborea Sphaeropteris sibuyanensis (Cyatheaceae), le piante carnivore Nepenthes sibuyanensis e Nepenthes argentii (Nepenthaceae), le palme Heterospathe sibuyanensis, Orania sibuyanensis e Pinanga sibuyanensis (Arecaceae), Pandanus sibuyanensis (Pandanaceae), Agalmyla sibuyanensis e Cyrtandra sibuyanensis (Gesneriaceae), Myrmephytum beccarii e Greeniopsis sibuyanensis (Rubiaceae),  Begonia gitingensis (Begoniaceae), Goniothalamus sibuyanensis (Annonaceae).

## Fauna
Sull'isola sono segnalate 5 specie endemiche di mammiferi (un pipistrello della frutta e quattro specie di roditori). È segnalata anche la presenza del pipistrello della frutta dalle narici a tubo (Nyctimene rabori), specie in pericolo di estinzione.
Sono state censite circa 130 specie di uccelli, in gran parte nidificanti. Tra queste vi sono 3 sottospecie endemiche di Sibuyan: il loricolo di Sibuyan (Loriculus philippensis bournsi), il picchio pigmeo di Sibuyan (Yungipicus maculatus menagei) e il beccafiori ventrearancio di Sibuyan (Dicaeum trigonostigma sibuyanicum).